# Polestar Racing

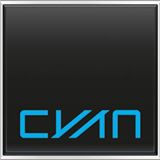
Новый логотип проекта

Старый логотип проекта

Cyan Racing — шведская автогоночная организация, известная своими успехами в туринговых соревнованиях.
Основателем команды является шведский автогонщик Ян Нильссон; ныне проектом владеет Кристиан Даль.
Штаб-квартира организации находится в Карлстаде, Швеция.
Компания работает при заводской поддержке Volvo, выставляя свои машины в шведском кузовном чемпионате TTA – Racing Elite League. Проект поддерживает внедрение этанола и топлива E85 в автогонках.

## История проекта

### Хронология событий
В 1996 году в Швеции, на волне большой популярности соседнего — британского чемпионата — было создано национальное туринговое первенство. Одной из команд, проявивших интерес к данному соревнованию, стал альянс шведского автопроизводителя Volvo и гоночной команды шведского пилота Яна Нильссона. База проекта находилась в Хальмстаде.
В 2000 году команда переезжает в Карлстад.
В 2005 году в руководстве проекта произошли изменения — долю Нильссона в команде STCC выкупил Кристиан Даль. Команда сменила название с Flash Engineering на Polestar Racing. Со временем проект стал официальным тюнинговым бюро Volvo. В 2011 году ему было поручено подготовить Volvo C30 для дебюта и эксплуатации в туринговом чемпионате мира.

### Шведский и скандинавский туринг
Команда участвовала в шведском туринге весь период его существования. За это время её пилоты выиграли не один десяток гонок и завоевали три личных титула: дважды лучшим становился Ян Нильссон (выиграв первые два сезона в истории STCC) и единожды — Томми Рустад. Неоднократно пилоты команды останавливались в шаге от титула.
В 2010 году, при создании Скандинавского чемпионата, Polestar оказалась в списке участников. Её пилот Роберт Дальгрен стал первым победителем этого первенства.

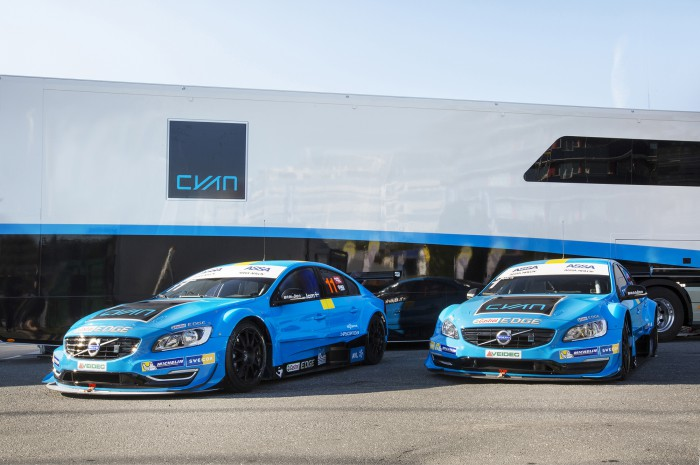
Автомобили для участия в STCC в 2015 году

### Мировой туринг
С 2007 года проект время от времени принимает участие в чемпионате мира.
Первый полноценный сезон был проведён в 2011 году: единственный пилот команды Роберт Дальгрен провёл 22 гонки (14 финишей в зачётной зоне и лишь один сход), где смог единожды финишировать на четвёртой позиции. По итогам сезона было заработано 72 очка, что позволило шведу занять одиннадцатое место в абсолютном зачёте.

### TTA — Racing Elite League
В 2012 году, не найдя финансирования на участие в мировом туринге, Polestar в составе нескольких других команд выступил основателем нового шведского турингового первенства. Проект был поддержан Volvo, BMW и Citroën. Новый чемпионат был запущен во вторые выходные мая. Подопечные Кристиана Даля выставили на старт четыре машины: для Роберта Дальгрена, Томми Рустада, Фредрика Экблума и Теда Бьорка.

## Конструктор и доводчик
Volvo и Polestar совместными усилиями довели до конкурентоспособного уровня топливную систему на основе биотоплива E85. Машины, использовавшие её, в 2007 году выиграли свои первые гонки в чемпионате Швеции.
Тот же дуэт совместными усилиями создал гоночную версию Volvo C30. Часть отработанных при этом технологий, позже была использована при создании обычных дорожных автомобилей компании.